# Wholesale Supply
Die Wholesale Supply Co. Ltd. war ein britischer Automobilhersteller, der nur 1914 in Aberdeen (Schottland) ansässig war.
Unter dem Namen WSC wurde ein Cyclecar gefertigt, das von einem V2-Motor von J.A.P. mit 8 bhp (5,9 kW) angetrieben wurde.